# Dorothea Grünzweig
Dorothea Grünzweig est une écrivaine allemande née le 25 décembre 1952 à Korntal-Münchingen (Bade-Wurtemberg). 

## Biographie
Elle est la fille du pasteur Fritz Grünzweig. Elle fait des études d’allemand et d’anglais à l’Université de Tübingen et à Bangor au Pays de Galles. Ensuite elle fait de la recherche sur Hopkins à l’Université d'Oxford et enseigne à l’université de Dating en Écosse. De retour en Allemagne, elle devient professeur de lycée pendant sept ans dans sa région natale.
En 1989 elle s’installe en Finlande : elle enseigne neuf ans à l’École allemande d’Helsinki. Depuis 1998 elle se consacre uniquement à l’écriture et à la traduction. Elle vit à Hausjärvi au sud de la Finlande.
Elle traduit l’anglais, le finnois et le vogoul et écrit des essais littéraires. Ses poèmes sont le reflet de sa vie dans le Grand Nord : elle y évoque les paysages et la culture et attache un intérêt tout particulier à la musique, aux langues et à la voix.
Elle a reçu plusieurs prix, notamment le prix Christian-Wagner (de) en 2004 et le Pen-Lyrikpreis allemand en 2018.
Ses livres ne sont pas encore traduits en français.

## Publications

### Livres
- Mittsommerschnitt, poèmes, Göttingen, Wallstein Verlag, 1997.
- Vom Eisgebreit, poèmes, Göttingen, Wallstein Verlag, 2000.
- Glasstimmen lasinäänet, poèmes, Göttingen, Wallstein-Verlag, 2004.
- Die Holde der Sprache, essai sur la poésie, Warmbronn, Ulrich Keicher Verlag, 2004.
- Die Auflösung, poèmes, Göttingen, Wallstein-Verlag, 2008.
- Poesie und Stille. Schriftstellerinnen schreiben in Klöstern, mit 13 weiteren Autorinnen, GöttingenWallstein Verlag, 2009.
- Sonnenorgeln, choix de poèmes, essai d’atelier et CD (Lecture de Dorothea Grünzweig et musique à l’accordéon de Antti Leinonen), Göttingen, Wallstein Verlag, 2011.
- Poesiealbum 311: Dorothea Grünzweig, choix de poèmes d’Axel Helbig, WilhelmshorstMärkischer Verlag, 2014.
- Kaamos Kosmos, poèmes, GöttingenWallstein Verlag, 2014[2].

### Traductions
- Gedichte aus Finnland, Eronen, Haavikko, Turkka, choix, traduction et introduction de Dorothea Grünzweig et Gisbert Jänicke (Zwischen den Zeilen. n° 17), Bâle, 1999.
- Gerard Manley Hopkins, Geliebtes Kind der Sprache, poèmes traduits et commentés par  Dorothea Grünzweig, édition Rugerup, 2009.
- Auf dem Rückflug zur Erde. Gerard Manley Hopkins. Eine Einführung in seine poetische Welt, livre audio. Lecteurs : Helmut Becker et George J. Low. Lyrik-Kabinett, Munich, 2009.
- Gedichte aus Finnland (Poesiealbum, n° spécial), choix et traduction de Dorothea Grünzweig, graphisme de Eero Järnefelt. Märkischer Verlag, Wilhelmshorst, 2014.

### Traductions françaises
- « Album de poésie », par Chantal Colomb et Margret Millischer, revue Europe, n° 1055, mars 2017.
- " Le retour des orgues", par Chantal Colomb et Margret Millischer, revue Secousse, n° 22, automne 2017[3].
- "Trouver et perdre", par Chantal Colomb et Margret Millischer, revue Europe, n° 1978-1079, janvier-février 2019.